# Podomyrma ferruginea
Podomyrma ferruginea är en myrart som först beskrevs av Clark 1934.  Podomyrma ferruginea ingår i släktet Podomyrma och familjen myror. Inga underarter finns listade i Catalogue of Life.